# Miogeneza
Miogeneza – rodzaj histogenezy, proces powstawania i różnicowania się miocytów (komórek mięśniowych).